# بیماری‌های دستگاه تناسلی
بیماری‌های دستگاه تناسلی تمامی مشکلات و بیماری‌هایی است که دستگاه تناسلی را دچار می‌کنند.

## انواع

### عفونت‌ها
عفونت دستگاه تناسلی (RTI) ممکن است مربوط به مردان یا زنان باشد. همچنین ممکن است نواحی مختلف دستگاه تناسلی هر دو جنس مانند واژن، گردن رحم، رحم، لگن، پروستات، اپیدیدیم و مجرا درگیر شوند . گاه دستگاه ادراری مانند مثانه و مجاری ادرار نیز درگیر می‌شوند. مهم‌ترین شکایت بیماران بستگی به ناحیه درگیر دارد مثلاً خارش ناحیه تناسلی و افزایش ترشحات مهبل در واژینیت شایع می‌باشد . گاهی سوزش ادرار، دیسپارونی، اختلالات قاعدگی، درد نیز داریم. در معاینه ترشحات غیر طبیعی، اِریتِم موضعی (قرمزی)، تندرنس یا تغییرات دیگری ممکن است دیده شود. عوامل بیماری می‌توانند باکتری‌ها مانند نایسریا گنوره آ، کلامیدیا تراکوماتیس و گرم منفی‌ها یا مخمرها مانند کاندیدا آلبیکنس یا تک یاخته‌ها مانند تریکوموناس واژینالیس باشند. انتقال این عفونتها اصولاً از راه رفتارهای جنسی است ولی سایر راه‌ها مانند استفاده از لباس و لوازم آلوده نیز محتمل است. برای درمان بسته به عامل ایجادکننده و ناحیه درگیر از داروهایی مانند کرمهای موضعی نظیر کلوتریمازول، تریامسیلون_N N و داروهای خوراکی مانند کپسول فلوکونازول و تتراسیکلین یا محلول‌های شستشوکننده موضعی مانند بتادین استفاده میکنیم.

### ناهنجاریهای مادرزادی
بیماری مادرزادی در بیماری‌های دستگاه تناسلی شامل نشانگان کالمان٬ سندرم عدم حساسیت به آندروژن و بیناجنس می‌شود.

### سرطان‌ها
سرطان‌های دستگاه تناسلی شامل موارد زیر است:
- سرطان پروستات
- سرطان پستان - سرطان غده‌های پستانی.
- سرطان تخمدان
- سرطان آلت نری
- سارکوم رحم - نوعی سرطان رحم.
- سرطان بیضه
- سرطان گردن رحم - سرطان در گردن رحم.

### مشکلات در کارآیی
- اختلال نعوظ - ناتوانی مرد در داشتن یا حفظ برانگیختگی یا نعوظ.لغ
- هیپوگنادیسم - عدم عملکرد غدد جنسی، در رابطه با تولید هورمون یا تولید گامت.
- حاملگی نابجا
- سردمزاجی
- اختلال انگیختگی جنسی در زنان - اختلال و ناتوانی در انگیختگی (تحریک شدن) جنسی در زنان
- انزال زودرس
- قاعدگی دردناک [۱]

### سامانه درون ریز
امروزه نشان داده شده‌است که برخی مواد شیمیایی بر روی غدد و سیستم‌های درون‌ریز اثر سرطان‌زایی بر واژن دارند.
سرب, استایرن, تولوئن و آفت‌کش نیز بر سیستم درون‌ریز دستگاه تناسلی٬ اثر سرطان‌زایی دارند.